# 世界上最熱的夏天
《世界上最熱的夏天》，是日本女子樂團PRINCESS PRINCESS的第2張和第8張單曲。原版1987年7月16日發行；1989年7月1日再發行平成CD盤版。是PRINCESS PRINCESS其中一首代表作。

## 簡介
《世界上最熱的夏天》在1987年第一次發行，是PRINCESS PRINCESS出道以來的第2張單曲，但是由於知名度不足，和出道單曲《戀愛是平衡》一樣連Oricon公信榜都未能打進（直到第3張單曲《MY WILL》才首次進入Oricon公信榜）。
1989年，PRINCESS PRINCESS的第7張單曲《Diamonds》獲得巨大成功。不到3個月之後，PRINCESS PRINCESS就將《世界上最熱的夏天》重製，以單曲CD形式發售，作為她們第8張單曲。一發售即取得與第一次發行截然不同的驚人效果——Oricon週榜冠軍、7月的月榜冠軍（6月也是PRINCESS PRINCESS的《Diamonds》），1989年銷量為76.9萬張，是當年日本單曲銷量亞軍。PRINCESS PRINCESS的《Diamonds》和《世界上最熱的夏天》壟斷了1989年單曲銷量前兩位，創下了日本女子樂團最佳的成績。
單曲總銷量達86.5萬張。

## 收錄曲目

### 原版
1. 世界上最熱的夏天
作詞：富田京子；作曲：奥居香
2. 振動
作詞、作曲：中山加奈子

### 1989年版
1. 世界上最熱的夏天
2. 世界上最熱的夏天 (平成版)

### 2001年版
1. 世界上最熱的夏天
2. Diamonds
作詞：中山加奈子；作曲：奥居香